# Liga Futbolu Amerykańskiego 1 2018
La Liga Futbolu Amerykańskiego 1 2018 è la 1ª edizione del campionato di football americano di primo livello, organizzato dalla Liga Futbolu Amerykańskiego in seguito alla scissione federale avvenuta alla fine del 2017.

## Squadre partecipanti
| Club                 | Città     | Stadio | Sponsor ufficiale | Risultato nella stagione 2017 |
| -------------------- | --------- | ------ | ----------------- | ----------------------------- |
| Angels Toruń         | Toruń     |        |                   |                               |
| Kraków Kings         | Cracovia  |        |                   |                               |
| Lowlanders Białystok | Białystok |        |                   |                               |
| Olsztyn Lakers       | Olsztyn   |        |                   |                               |
| Patrioci Poznań      | Poznań    |        |                   |                               |
| Panthers Wrocław     | Breslavia |        |                   |                               |
| Rhinos Wyszków       | Wyszków   |        |                   |                               |
| Seahawks Gdynia      | Gdynia    |        |                   |                               |
| Silesia Rebels       | Katowice  |        |                   |                               |
| Tychy Falcons        | Tychy     |        |                   |                               |
| Warsaw Sharks        | Varsavia  |        |                   |                               |
| Wilki Łódzkie        | Łódź      |        |                   |                               |

## Stagione regolare

### Calendario

#### 1ª giornata
| Gdynia 17 marzo 2018, ore 12:00 | Seahawks Gdynia | 40 – 14 referto | Tychy Falcons |  |

| Breslavia 17 marzo 2018, ore 13:00 | Panthers Wrocław | 37 – 13 referto | Lowlanders Białystok |  |

| Wyszków 17 marzo 2018, ore 17:00 | Rhinos Wyszków | 27 – 21 referto | Olsztyn Lakers |  |

| Toruń 18 marzo 2018, ore 14:30 | Angels Toruń | 0 – 32 referto | Warsaw Sharks |  |

#### 2ª giornata
| Białystok 24 marzo 2018, ore 11:00 | Lowlanders Białystok | 15 – 18 referto | Seahawks Gdynia |  |

| Chorzów 24 marzo 2018, ore 14:30 | Silesia Rebels | 20 – 14 referto | Wilki Łódzkie |  |

| Varsavia 25 marzo 2018, ore 10:00 | Warsaw Sharks | 20 – 35 referto | Kraków Kings |  |

| Tychy 25 marzo 2018, ore 11:00 | Tychy Falcons | 17 – 57 referto | Panthers Wrocław |  |

#### 3ª giornata
| Cracovia 7 aprile 2018, ore 12:00 | Kraków Kings | 37 – 0 referto | Wilki Łódzkie | Stadion WKS Wawel |

| Wyszków 7 aprile 2018, ore 17:00 | Rhinos Wyszków | 0 – 55 referto | Lowlanders Białystok |  |

| Katowice 7 aprile 2018, ore 17:30 | Silesia Rebels | 51 – 9 referto | Patrioci Poznań |  |

| Olsztyn 8 aprile 2018, ore 13:00 | Olsztyn Lakers | 17 – 24 referto | Warsaw Sharks |  |

| Gdynia 8 aprile 2018, ore 15:00 | Seahawks Gdynia | 14 – 28 referto | Panthers Wrocław |  |

#### 4ª giornata
| Tychy 14 aprile 2018, ore 13:00 | Tychy Falcons | 12 – 37 referto | Lowlanders Białystok |  |

| Łódź 14 aprile 2018, ore 17:00 | Wilki Łódzkie | 6 – 17 referto | Silesia Rebels |  |

| Poznań 15 aprile 2018, ore 14:00 | Patrioci Poznań | 51 – 10 referto | Angels Toruń |  |

#### 5ª giornata
| Cracovia 21 aprile 2018, ore 13:00 | Kraków Kings | 0 – 48 referto | Panthers Wrocław |  |

| Olsztyn 22 aprile 2018, ore 13:00 | Olsztyn Lakers | 28 – 7 referto | Rhinos Wyszków | Boisko Szkoły Podstawowej |

| Toruń 22 aprile 2018, ore 15:50 | Angels Toruń | 0 – 42 referto | Seahawks Gdynia |  |

#### 6ª giornata
| Białystok 28 aprile 2018, ore 12:00 | Lowlanders Białystok | 58 – 0 referto | Olsztyn Lakers |  |

| Łódź 28 aprile 2018, ore 17:00 | Wilki Łódzkie | 21 – 38 referto | Patrioci Poznań |  |

| Katowice 29 aprile 2018, ore 12:00 | Silesia Rebels | 0 – 41 referto | Tychy Falcons |  |

#### 7ª giornata
| Gdynia 5 maggio 2018, ore 15:00 | Seahawks Gdynia | 41 – 0 referto | Warsaw Sharks |  |

| Wyszków 5 maggio 2018, ore 17:00 | Rhinos Wyszków | 22 – 18 referto | Angels Toruń |  |

| Olsztyn 6 maggio 2018, ore 13:00 | Olsztyn Lakers | 0 – 26 referto | Silesia Rebels |  |

| Breslavia 6 maggio 2018, ore 14:00 | Panthers Wrocław | 64 – 0 referto | Patrioci Poznań |  |

#### 8ª giornata
| Cracovia 12 maggio 2018, ore 17:00 | Kraków Kings | 49 – 7 referto | Patrioci Poznań |  |

| Tychy 13 maggio 2018, ore 13:00 | Tychy Falcons | 50 – 0 referto | Wilki Łódzkie |  |

| Toruń 13 maggio 2018, ore 14:30 | Angels Toruń | 14 – 22 referto | Rhinos Wyszków |  |

#### 9ª giornata
| Białystok 19 maggio 2018, ore 12:00 | Lowlanders Białystok | 48 – 14 referto | Tychy Falcons |  |

| Katowice 19 maggio 2018, ore 12:00 | Silesia Rebels | 6 – 41 referto | Kraków Kings |  |

| Varsavia 19 maggio 2018, ore 15:00 | Warsaw Sharks | 40 – 21 referto | Olsztyn Lakers |  |

#### 10ª giornata
| Breslavia 26 maggio 2018 | Panthers Wrocław | 35 – 7 referto | Seahawks Gdynia |  |

| Łódź 26 maggio 2018, ore 17:00 | Wilki Łódzkie | 6 – 49 referto | Kraków Kings |  |

| Olsztyn 27 maggio 2018, ore 13:00 | Olsztyn Lakers | 30 – 23 referto | Angels Toruń | Boisko Szkoły Podstawowej nr 18 |

| Poznań 27 maggio 2018, ore 15:00 | Patrioci Poznań | 28 – 23 referto | Silesia Rebels |  |

#### 11ª giornata
| Białystok 2 giugno 2018, ore 12:00 | Lowlanders Białystok | 27 – 62 referto | Panthers Wrocław |  |

| Wyszków 2 giugno 2018, ore 15:00 | Rhinos Wyszków | 33 – 27 referto | Warsaw Sharks |  |

| Tychy 3 giugno 2018, ore 13:00 | Tychy Falcons | 28 – 37 referto | Seahawks Gdynia |  |

#### 12ª giornata
| Varsavia 9 giugno 2018, ore 15:00 | Warsaw Sharks | 42 – 0 referto | Angels Toruń |  |

| Cracovia 9 giugno 2018, ore 16:00 | Kraków Kings | 27 – 13 referto | Silesia Rebels |  |

| Poznań 10 giugno 2018, ore 15:00 | Patrioci Poznań | 23 – 26 referto | Wilki Łódzkie |  |

#### 13ª giornata
| Łódź 16 giugno 2018, ore 17:00 | Wilki Łódzkie | 19 – 36 referto | Rhinos Wyszków |  |

| Gdynia 17 giugno 2018, ore 13:00 | Seahawks Gdynia | 7 – 26 referto | Lowlanders Białystok |  |

| Breslavia 17 giugno 2018, ore 13:00 | Panthers Wrocław | 39 – 0 referto | Tychy Falcons |  |

#### 14ª giornata
| Varsavia 23 giugno 2018, ore 14:00 | Warsaw Sharks | 33 – 26 referto | Rhinos Wyszków |  |

| Poznań 24 giugno 2018, ore 15:00 | Patrioci Poznań | 7 – 26 referto | Kraków Kings |  |

| Toruń 24 giugno 2018, ore 16:00 | Angels Toruń | 19 – 21 referto | Olsztyn Lakers |  |

### Classifiche
Le classifiche della regular season sono le seguenti:
- PCT = percentuale di vittorie, G = partite giocate, V = partite vinte,  P = partite perse, PF = punti fatti, PS = punti subiti

#### Gruppo A
| Pos. | Squadra              | PCT   | G | V | P | PF  | PS  |
| ---- | -------------------- | ----- | - | - | - | --- | --- |
| 1    | Panthers Wrocław     | 1.000 | 8 | 8 | 0 | 370 | 78  |
| 2    | Lowlanders Białystok | .625  | 8 | 5 | 3 | 279 | 150 |
| 3    | Seahawks Gdynia      | .625  | 8 | 5 | 3 | 206 | 146 |
| 4    | Tychy Falcons        | .250  | 8 | 2 | 6 | 176 | 258 |

#### Gruppo B
| Pos. | Squadra        | PCT  | G | V | P | PF  | PS  |
| ---- | -------------- | ---- | - | - | - | --- | --- |
| 1    | Warsaw Sharks  | .625 | 8 | 5 | 3 | 218 | 173 |
| 2    | Rhinos Wyszków | .625 | 7 | 5 | 3 | 173 | 215 |
| 3    | Olsztyn Lakers | .375 | 8 | 3 | 5 | 138 | 224 |
| 4    | Angels Toruń   | .000 | 8 | 0 | 8 | 84  | 262 |

#### Gruppo C
| Pos. | Squadra         | PCT  | G | V | P | PF  | PS  |
| ---- | --------------- | ---- | - | - | - | --- | --- |
| 1    | Kraków Kings    | .875 | 8 | 7 | 1 | 264 | 107 |
| 2    | Silesia Rebels  | .500 | 8 | 4 | 4 | 156 | 166 |
| 3    | Patrioci Poznań | .375 | 8 | 3 | 5 | 163 | 270 |
| 4    | Wilki Łódzkie   | .125 | 8 | 1 | 7 | 92  | 270 |

## Playoff

### Tabellone
|  | Wild Card | Wild Card       | Wild Card            |                      |                  | Semifinali       | Semifinali       | Semifinali |  |  | XIII LFA Polish Bowl | XIII LFA Polish Bowl | XIII LFA Polish Bowl |  |
|  |           |                 |                      |                      |                  |                  |                  |            |  |  |                      |                      |                      |  |
|  |           |                 |                      |                      |                  | 1A               | Panthers Wrocław | 28         |  |  |                      |                      |                      |  |
|  |           |                 |                      |                      |                  | 1A               | Panthers Wrocław | 28         |  |  |                      |                      |                      |  |
|  |           |                 |                      | Tychy Falcons        | 7                |                  |                  |            |  |  |                      |                      |                      |  |
|  | 4A        | Tychy Falcons   | 16                   | Tychy Falcons        | 7                |                  |                  |            |  |  |                      |                      |                      |  |
|  | 4A        | Tychy Falcons   | 16                   |                      |                  |                  |                  |            |  |  |                      |                      |                      |  |
|  | 1C        | Kraków Kings    | 10                   |                      |                  |                  |                  |            |  |  |                      |                      |                      |  |
|  | 1C        | Kraków Kings    | 10                   |                      | Panthers Wrocław | Panthers Wrocław | 13               |            |  |  |                      |                      |                      |  |
|  |           |                 |                      |                      |                  |                  |                  |            |  |  |                      |                      |                      |  |
|  |           |                 | Lowlanders Białystok | Lowlanders Białystok | 14               |                  |                  |            |  |  |                      |                      |                      |  |
|  |           |                 |                      | Lowlanders Białystok | 14               |                  |                  |            |  |  |                      |                      |                      |  |
|  |           |                 |                      |                      |                  |                  |                  |            |  |  |                      |                      |                      |  |
|  |           |                 |                      |                      |                  |                  |                  |            |  |  |                      |                      |                      |  |
|  |           | 2A              | Lowlanders Białystok | 33                   |                  |                  |                  |            |  |  |                      |                      |                      |  |
|  |           |                 |                      | 33                   |                  |                  |                  |            |  |  |                      |                      |                      |  |
|  |           |                 |                      | Seahawks Gdynia      | 16               |                  |                  |            |  |  |                      |                      |                      |  |
|  | 3A        | Seahawks Gdynia | 41                   | Seahawks Gdynia      | 16               |                  |                  |            |  |  |                      |                      |                      |  |
|  | 3A        | Seahawks Gdynia | 41                   |                      |                  |                  |                  |            |  |  |                      |                      |                      |  |
|  | 1B        | Warsaw Sharks   | 0                    |                      |                  |                  |                  |            |  |  |                      |                      |                      |  |

### Wild Card
| 30 giugno 2018, ore 15:00 | Seahawks Gdynia | 41 – 0 referto | Warsaw Sharks |  |

| 1º luglio 2018, ore 13:00 | Tychy Falcons | 16 – 10 referto | Kraków Kings |  |

### Semifinali
| 14 luglio 2018, ore 13:00 | Lowlanders Białystok | 33 – 16 referto | Seahawks Gdynia |  |

| 14 luglio 2018, ore 16:00 | Panthers Wrocław | 28 – 7 referto | Tychy Falcons |  |

### XIII LFA Polish Bowl
| Breslavia 21 luglio 2018, ore 18:30 | Panthers Wrocław | 13 – 14 referto | Lowlanders Białystok | Stadion Olimpijski |

## XIII LFA Polish Bowl
Il XIII LFA Polish Bowl è stato disputato il 21 luglio 2018 allo Stadion Olimpijski di Breslavia. L'incontro è stato vinto dai Lowlanders Białystok sui Panthers Wrocław con il risultato di 14 a 13.

## Verdetti
- Lowlanders Białystok Campioni della LFA1 2018